# Bottisham
Bottisham ist ein größeres Dorf und eine Gemeinde in Cambridgeshire in England, ungefähr 10 km östlich von Cambridge. Es liegt fast auf halbem Weg zwischen Cambridge und Newmarket an der seit dem Mittelalter bestehenden Straßenverbindung zwischen den beiden Städten.

## Geographie
Der Ort liegt südlich der Marschländer von East Cambridgeshire bereits auf den höher gelegenen und vollständig trockenen Flächen. Das Gebiet der Gemeinde befindet sich auf Höhen zwischen 10 m und 30 m über dem Meeresspiegel. Unmittelbare Nachbarorte sind Swaffham Bulbeck, Lode, Stow cum Quy und Little Wilbraham.

## Geschichte
Das gesamte Gebiet zeigt bereits steinzeitliche Werkzeugfunde, diverse bronzezeitliche Grabstätten und Siedlungsspuren aus römischer Zeit. Im 13. Jahrhundert gab es neben dem Hauptort drei weitere kleine Siedlungen in unmittelbarer Umgebung, von denen heute noch Lode und Long Meadow erkennbar sind. Die Bevölkerung wuchs vom 9. bis zum 18. Jahrhundert von zunächst ungefähr 50 Erwachsenen auf mehr als 400 Personen. Die größten Grundbesitzer waren jahrhundertelang Anglesey Abbey, das Kloster Tunbridge sowie die Familien Alington und Jenyns.
Bis ins 20. Jahrhundert hinein dehnte sich der Ort hauptsächlich entlang der Hauptstraße aus und bestand aus weniger als 200 Häusern. Erst ab Mitte des 20. Jahrhunderts setzte ein starkes Wachstum ein, das bereits Mitte der 1960er-Jahre zu einer Verdoppelung der Zahl der Häuser geführt hatte. Davon entfällt der Großteil auf die 150 Häuser des „Park Estate“ an der Beechwood Avenue und ihren Nebenstraßen.
Am Ende des 18. Jahrhunderts verfügte die Gemeinde über 7 Gasthäuser, von denen heute nur noch das in der Ortsmitte gelegene „The Bell“ betrieben wird.

## Bauwerke

### Dorfkirche

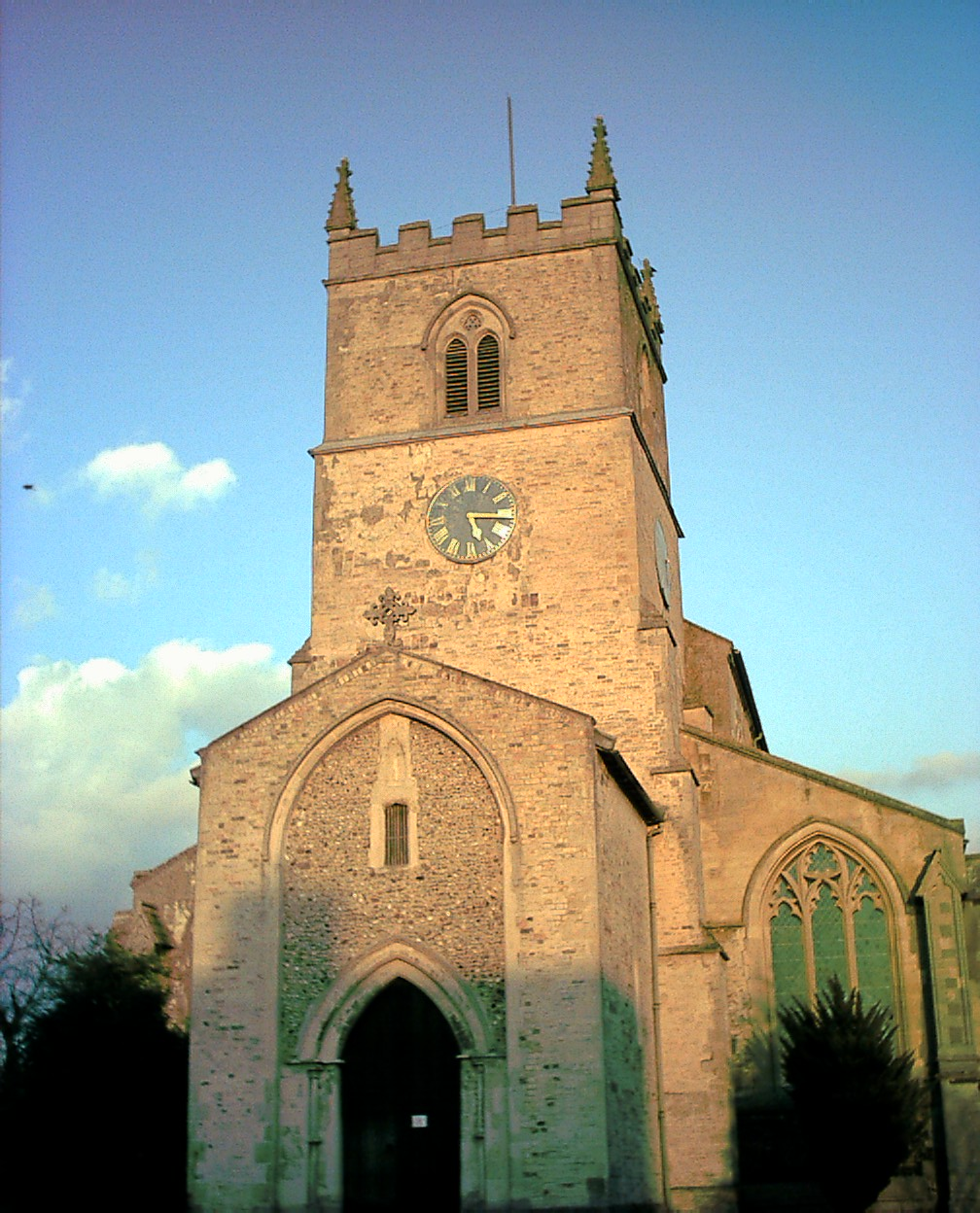
Westseite der Dorfkirche

Die denkmalgeschützte Dorfkirche stammt in ihren Grundzügen aus dem 13. und 14. Jahrhundert und ist der Heiligen Dreieinigkeit geweiht. Kleinere Teile des Mauerwerks, vor allem im Tympanon stammen aus der wohl im 12. Jahrhundert erbauten Vorgängerkirche. Trotz der Renovierungen der Neuzeit hat sich der Gesamteindruck einer mittelalterlichen Kirche der Gotik erhalten, bei der auch im Innenraum die Bausubstanz aus dem 13. bis 15. Jahrhundert gut erkennbar ist. Die ältesten Ausstattungsstücke sind steinerne Taufbecken aus dem 13. und 14. Jahrhundert sowie drei Lettner aus dem 14. Jahrhundert.
In der Kirche befinden sich einige aufwändig gestaltete Gräber lokal bekannter Personen. Darunter finden sich Mitglieder der örtlich einflussreichen Grundbesitzerfamilien Alington und Jenyns. Die am besten erhaltenen Grabmonumente stammen aus dem 17. und 18. Jahrhundert.
Seit Mitte des 16. Jahrhunderts wurde der überwiegende Teil der Vikare und Priester der Kirche durch Absolventen des Trinity College in Cambridge gestellt.

### Herrenhaus
Nordöstlich des Ortes liegt das denkmalgeschützte Herrenhaus Bottisham Hall. Es ist in Privatbesitz und nicht öffentlich zugänglich.
Das zweistöckige Gebäude wurde 1797 wahrscheinlich von Charles Humfrey errichtet. Die Außenmauern des U-förmigen Hauses bestehen aus grauen Ziegelsteinen, das Dach ist mit Schiefer gedeckt. Die Fassade ist im Erdgeschoss durch Reihen von Bogenfenstern und im ersten Stock durch schmiedeeiserne Balkone gegliedert. In den Haupträumen haben sich einige Elemente der ursprünglichen Ausstattung erhalten, wie die Bodenbeläge der Eingangshalle, die Haupttreppe und zwei Feuerstellen aus weißem Marmor.

### Ehemaliger Flugplatz
Von 1940 bis 1946 gab es im Südwesten des Ortes einen militärischen Flugplatz der während des Zweiten Weltkriegs und kurz danach von der Royal Air Force, der United States Air Force und den Belgischen Luftstreitkräften genutzt wurde. Heute sind fast alle Anlagen abgerissen, im letzten verbliebenen Gebäude befindet sich ein kleines Museum.

## Bevölkerung
In den ab dem 19. Jahrhundert alle 10 Jahre stattfindenden Volkszählungen wurden für den Ort Bottisham nach der Abtrennung des ehemaligen Ortsteils Lode folgende Zahlen ermittelt:
| Jahr | Bevölkerung |
| ---- | ----------- |
| 1901 | 624         |
| 1911 | 704         |
| 1921 | 624         |
| 1931 | 649         |
| 1951 | 1363        |
| 1961 | 975         |

| Jahr | Bevölkerung |
| ---- | ----------- |
| 1971 | 1673        |
| 1981 | 1780        |
| 1991 | 1756        |
| 2001 | 1983        |
| 2011 | 2199        |

Im Jahr 1941 fand kriegsbedingt keine Volkszählung statt.

## Infrastruktur

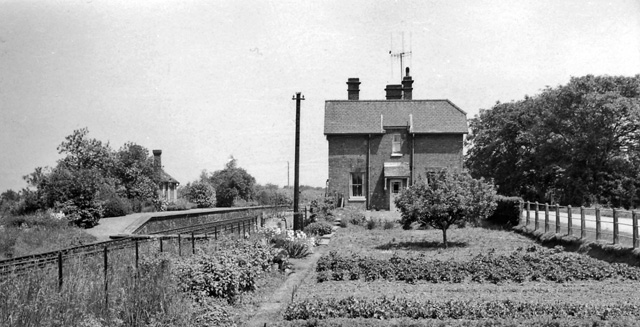
Die Reste der Bahnanbindung für Bottisham im Jahr 1963.

Über die Straße von Cambridge nach Newmarket (A1303) und die nahegelegene Fernstraße A14 ist Bottisham an das Straßennetz angebunden.
Öffentlicher Nahverkehr wird über eine Buslinie zwischen Cambridge und Newmarket angeboten. Von 1884 bis 1964 war der Ort an das britische Eisenbahnnetz angeschlossen. Der Bahnhof wurde 1962 für den Passagierverkehr geschlossen und später bis auf das Bahnhofsgebäude abgerissen. Der Bahnhof trug zwar den Namen des Ortes, lag aber unmittelbar im Nachbarort Lode.

## Wirtschaft
Die Wirtschaft in Bottisham ist bis in die Gegenwart von Landwirtschaft und Viehzucht geprägt. Die früher noch zum Ort gehörenden Teile der Marschländer wurden zunächst für Fischfang genutzt, später erntete man dort Ried und baute Torf ab. Von den ursprünglich vorhandenen Wasser- und Windmühlen im Ort finden sich heute nur noch spärliche Reste.
Seit Mitte der 1820er-Jahre gab es im Ort eine Ziegelei, die Mitte des 20. Jahrhunderts geschlossen wurde. Heute hat Bottisham ein kleines Gewerbegebiet und einige Einwohner leben weiterhin von der Landwirtschaft. Der Großteil der Bevölkerung pendelt allerdings zu Arbeitsstätten in den umliegenden Städten.

## Verwaltung
Bis 1894 wurden Bottisham und das benachbarte Lode gemeinsam verwaltet. Seitdem ist es eine eigenständige Gemeinde mit einem Verwaltungsrat, der sich um die Angelegenheiten des Ortes kümmert. Die nächste übergeordnete Verwaltungseinheit ist der Verwaltungsbezirk East Cambridgeshire.

## Schulen
Bottisham gehört zu den Orten in Cambridgeshire, in denen das von Henry Morris entwickelte Konzept der „Village Colleges“ bis heute umgesetzt wird. Morris begann in den 1920er-Jahren das Schulsystem im ländlichen Cambridgeshire zu reformieren und ließ 1937, nach einem erfolgreichen Pilotprojekt in Sawston, in Bottisham das zweite village college errichten. Das Konzept dieser Schulen sollte nicht nur eine gute Schulbildung für Schüler von 11 bis 16 Jahren ermöglichen, sondern auch Weiterbildung von Erwachsenen in vielfältigen Themen fördern. Die Schulanlage ist bis heute ein Zentrum der kulturellen Aktivitäten im Ort. Die Idee eines Zentrums für lebenslange Bildung zeigt sich auch in den um einen zentralen Platz gruppierten Gebäuden und dem hohen Wert, der auf ihre künstlerische Ausgestaltung gelegt wurde.
Für jüngere Schüler gibt es im Ort noch eine Grundschule, die auch Schüler aus zwei Nachbarorten aufnimmt.

## Dorfleben
In Bottisham gibt es seit den 1970er-Jahren eine Theatergruppe. Es gibt mehrere Sportvereine, darunter einen Schwimmverein und einen Fußballverein.